# Халабия
Халабия (араб. حلبيّة‎, лат. Zenobia, др.-греч. Βίρθα (Birtha)) — археологический памятник на правом берегу Евфрата в мухафазе Дайр-эз-Заур. Это древний город и бывший диоцез, известный как Ценобия и латинский католический титулярный престол.
Халабия была укреплена в III веке н. э. Зенобией, царицей Пальмиры, в честь которой этот город был в древности назван. После её объявления о независимости Пальмиры от Рима в 273 году Халабия была захвачена римлянами и впоследствии перестроена, став частью Аравийского лимеса, системы укреплений на границе римской Сирии для защиты региона преимущественно от Персии. Город занимает площадь 12 гектаров, защищён массивными городскими стенами и цитаделью на вершине холма. Также обнаружены остатки двух церквей, комплекса терм и двух улиц. Всё это относится к времени правления византийского императора Юстиниана I, который перестроил город в VI веке н. э.

## История

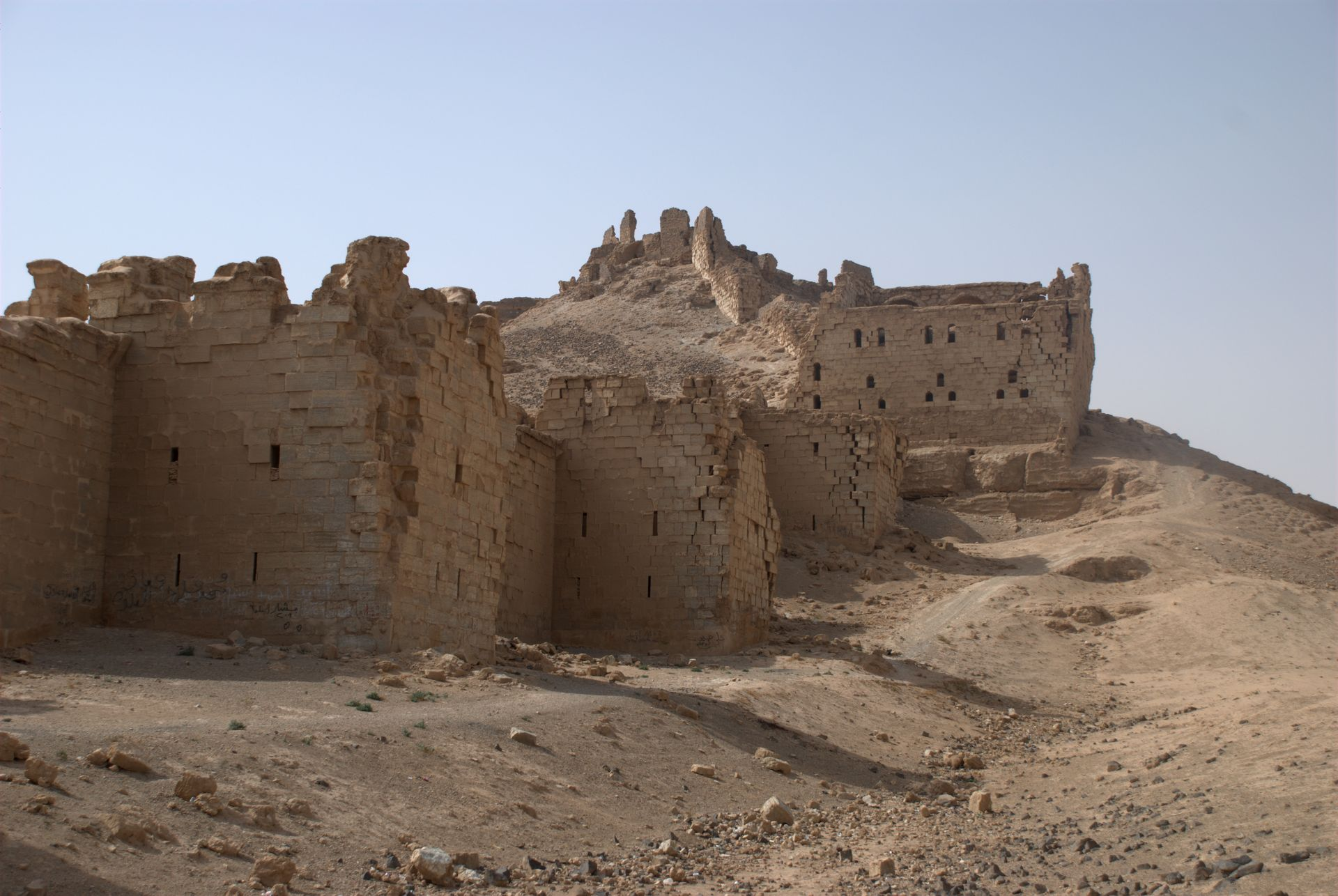
Внешний фасад северной городской стены, смотрящий на запад, в сторону претория и цитадели

### Античный период

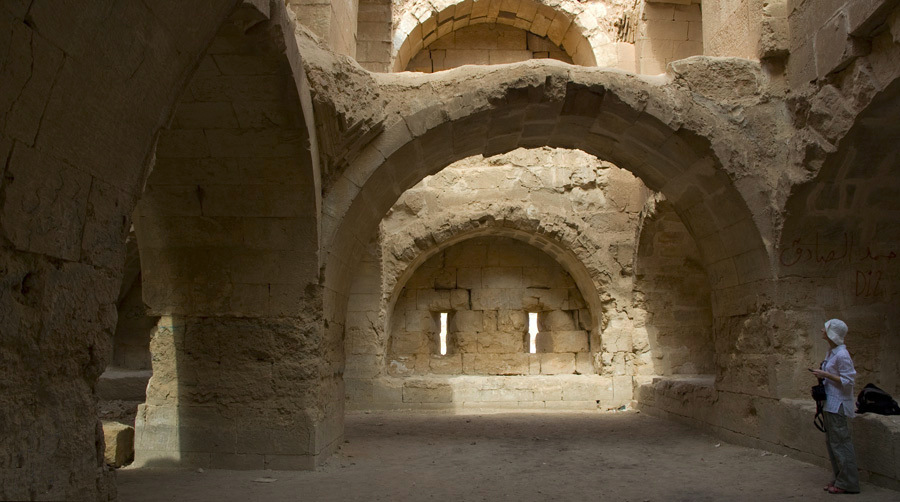
Внутри претория

Согласно Майклу Астуру, место расположения Халабии упоминалось в архивах XXIV века до н. э., найденных в Эбле. В то время это место называлось Халабит (Halabit). Находящаяся на противоположном берегу Евфрата Залабия, возможно, была известна под названием Шальбату (Šalbatu). Халабит присутствовал в списке городов, платящих дань Эбле. Учитывая то, что Халабия в этом списке была самым южным городом, предполагается, что она могла находиться на территориальной границе Эблы с её основным соперником Мари. В новоассирийских источниках используется топоним Бирт, который может быть синонимом Бирты классического периода, что может быть свидетельством существования города в новоассирийский период (934—608 до н. э.).
Халабия пережила свой рассвет в римский и византийский период. До того, как это место вошло в состав Пальмирского царства, здесь находился римский гарнизонный город, известный как Бирта. Он был захвачен Пальмирой в III веке н. э., имея стратегическое расположение в месте протекания реки через узкую щель. Согласно Прокопию, город был назван «Зенобия» в честь пальмирской царицы Зенобии (267—272). Зенобия была захвачена римлянами в 273 г. н. э. во время войны, начавшейся после того, как Пальмира заявила о своей независимости от Рима. Возможно, крепость была отремонтирована при императоре Диоклетиане (284—305 гг.), который пытался укрепить Аравийский лимес к северу от Пальмиры, и еще раз во время правления Анастасия I (491—518 гг.). Сасанидский император Хосров I пытался захватить её в 540 году, но потерпел неудачу. После этого император Юстиниан I (527—565) укрепил Зенобию под руководством архитекторов Исидора Младшего (племянника Исидора Милетского) и Иоанна Византийского. Самое раннее описание содержится в книге Прокопия О постройках Прокопия, который описал крепость в VI веке н. э. После археологического исследования этого места, описание Прокопия оказалось очень точным, что говорит о том, что он знал это место из личного наблюдения. Сасанидский полководец Фаррухан Шахрвараз захватил город в 610 году во время византийско-сасанидской войны 602—628 годов, после чего он был постепенно заброшен. Вероятно, город был также епископством, суффраганом Ресафы.
После арабского завоевания Сирии и Палестины необходимость поддерживать хорошо защищённую границу вдоль Евфрата пропала. Укрепление на вершине холма продолжило использоваться для контроля передвижений в районе среднего Евфрата и была сильно изменена.

### Современность
Халабия привлекает внимание европейских путешественнков и учёных, начиная с середины XIX века. Английская исследовательница Гертруда Белл посетила эту местность во время своих путешествий по северной Месопотамии, и оно было сфотографировано французским пионером аэроархеологии Антуаном Пуадебаром в 1930-х.
В 1944 и 1945 годах было произведено исследование французским археологом Жаном Лаффрой, который составил карты, изучал валы и общественные здания. Его команда включала 45 рабочих, нанятых из местного бедуинского племени. Команде разрешили использовать палатки и другое оборудование немецкой археологической миссии в Тель-Халафпод руководством Макса фон Оппенгейма, которые были размещены на хранении в 1939 году. В 1945 году раскопки были внезапно прекращены из-за беспорядков среди бедуинских рабочих, после чего иностранные члены команды уехали в Алеппо.
Некоторые из результатов Лаффроя были дополнительно подтверждены исследованиями 1987 года. Совестная сирийско-французская миссия в 2006 году была инициирована сирийским генеральным директоратом древностей и музеев и университетом Поля Валери в Монпелье (Франция). Миссию возглавила Сильви Блетри (фр. Sylvie Blétry). После исследовательской миссии в 2006 году, были три раза осуществлялись раскопки и реставрации между 2007 и 2009 годами. Помимо возобновлённого исследования и картирования общественных зданий и валов, сирийско-французская миссия также раскопала районы с жилой архитектурой. В течение сезона 2009 года была составлена карта некрополя, в результате чего было обнаружено более 100 новых гробниц.

## Описание
Халабия расположена на правом берегу Евфрата, в 45 километров выше по течению от Дайр-эз-Заура, в стратегическом месте, где базальтовые обнажения заставляют реку проходить через узкую щель. Это ущелье называется аль-Ханука (араб. خانوقة‎), что переводится как «душитель». Вади Бишри проходит вдоль южной стороны Халабии, и этот маршрут к пустыне на западе также контролируется крепостью. Примерно в трёх километрах ниже по течению находится современная, но меньшая крепость Залабия.

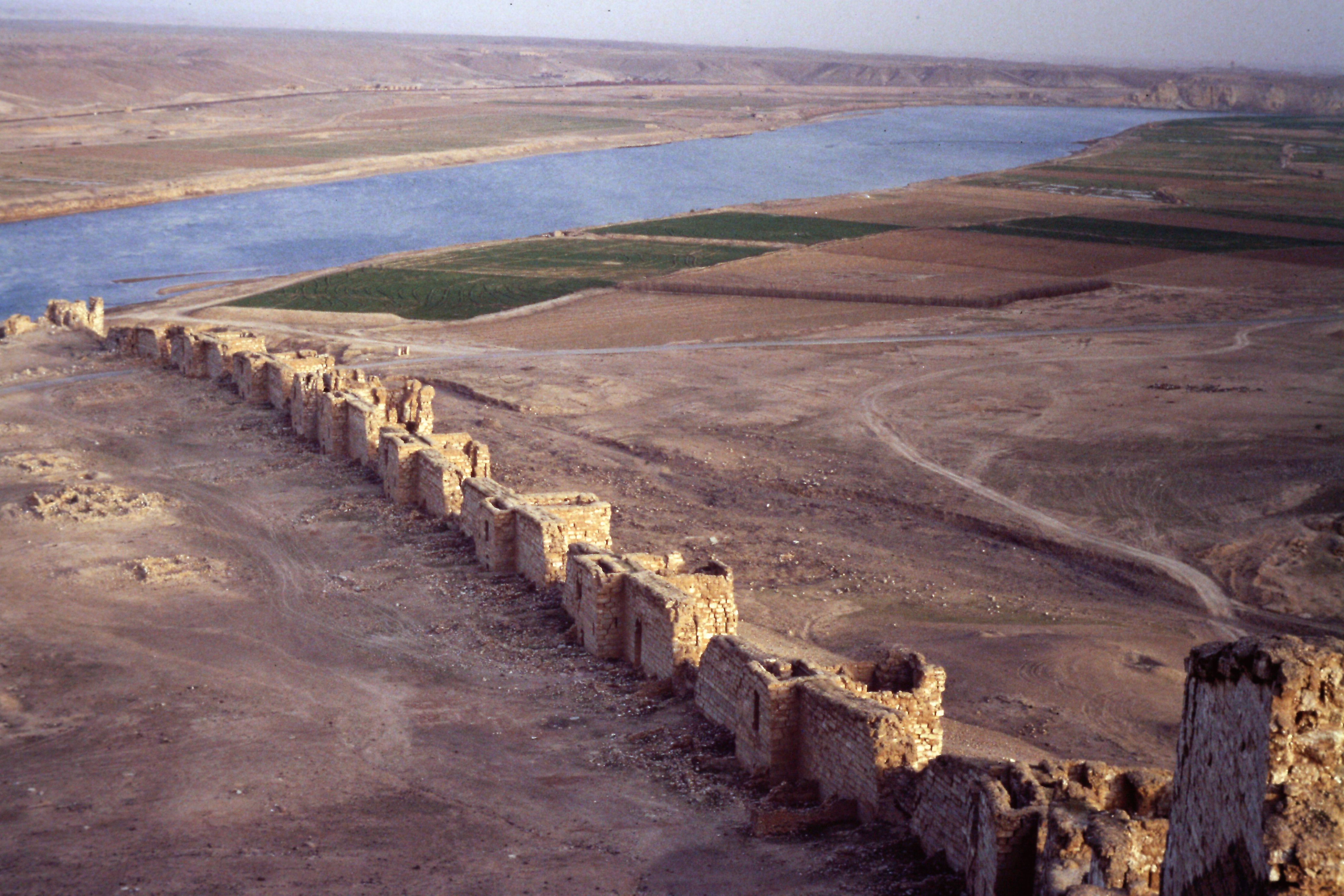
Вид на стену и Евфрат

Руины в современном состоянии большей частью относятся к византийскому периоду оккупации этого места. Халабия имеет форму изогнутого треугольника с восточной стороной, параллельной реке Евфрат, стоящего западным углом на вершине холма с глубокими вади на его северной и южной сторонах. Место защищено массивными стенами, которые охватывают территорию площадью 12 гектаров. Северная и южная стены, в основном, нетронуты, в то время как восточная стена в значительной степени разрушена. Восточная и западная стены сохранились на высоте от 8 до 15 метров. Обращённая к реке восточная стена играет роль в защите от наводнений, имеет длину 385 метров, была прорезана тремя воротами. Северная стена тянется с реки до цитадели на вершине холма. Её длина составляет 350 метров, она защищена пятью башнями и прорезана воротами с двумя башнями на берегу реки. На полпути вверх по склону холма находится преторий — массивное квадратное трёхэтажное здание, встроенное в городскую стену, служившее казармами. Южная стена тянется от цитадели вниз к реке. Её длина составляет 550 метров, её охраняют десять башен, в ней имеются ворота, похожие на аналогичные в северной стене. Все башни построены по одному плану: квадратные, двухэтажные. В них можно попасть через крытые галереи в куртинах и по лестницам.
Цитадель занимает на вершине скалистого холма вытянутую площадь размером от 45 до 20 метров, ориентированного с востока на запад. Она разделена на две отдельные части: многоугольную куртину с фланкирующими башнями в западной части и массивное прямоугольное здание в восточной части. Прямоугольное здание напоминает преторий, расположенный ниже по склону холма. Обе части цитадели представляют собой смесь римской, византийской и арабской кладки, что подчёркивает разнообразие исторических влияний на её строительство.
Укрепление разделено на кварталы двумя улицами: колоннадой с севера на юг, соединяющей ворота в северной и южной стенах, и второй улицей, идущей с востока на запад. К северо-западу от места пересечения улиц находился форум, к северу-востоку от него комплекс общественных бань. Были обнаружены две церкви: большая церковь, расположенная в северо-западном квартале города, построенная во время правления византийского императора Юстиниана I, и меньшая, расположенная в юго-западном квартале, которая была построена немного раньше.
К северу вдоль Евфрата от Халабии находится кладбище с многочисленными башенными и вырубленными в скале гробницами. Эти сооружения относятся к позднеримскому периоду и свидетельствуют о явном культурном влиянии Пальмиры. Ещё один некрополь расположен к югу от города.
В отсутствие близлежащей общины, которая могла бы добывать строительные материалы для Халабии после того, как город опустел, он пострадал в основном от землетрясений, а его укрепления сохранились в основном нетронутыми.
Строительство плотины Халабии могло привести к затоплению Залабии её водохранилищем. Сирийское правительство работало с программой развития ООН (ПРООН) и ЮНЕСКО, чтобы снизить влияние плотины на древние руины Халабии и Залабии.